# Vladař domu rožmberského

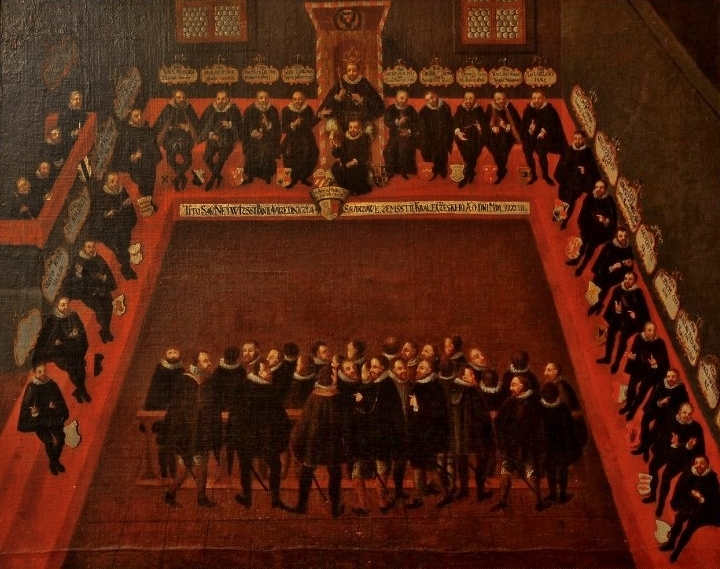
Zasedání zemského soudu koncem vlády Rudolfa II. Rožmberský vladař měl garantováno místo po pravici českého krále ve vyšší pozici, než židle vyšších zemských úředníků. Na obraze je místo označeno erbem Orsiniů, nikoli Rožmberků, kteří se podle medvěda ve znaku považovali za jejich příbuzné a užívali od 16. století jejich erb. Místo je na obraze prázdné, tehdejší vladař, Petr Vok, se zasedání soudu neúčastnil. Obraz: Národní muzeum, Praha

Vladař domu rožmberského (německy Regierer des Hauses Rosenberg, latinsky Gubernator Rosenbergiacae Domus) byl titul hlavy rodu - právě vládnoucího člena šlechtického rodu Rožmberků, zastupujícího celý rod při správě rožmberského dominia. 

## Historie
Poprvé byl tento titul použit Oldřichem II. z Rožmberka (jenž si svůj nárok podepřel falešným královským privilegiem hlásícím se k 22. lednu 1360, do doby vlády Karla IV.) a od té doby pravidelně přecházel spolu s držbou rožmberského majetku na plnoletého dědice dominia; ostatní příslušníci rodu pak nosili původní titul pán z Rožmberka. Nicméně, po dlouhá desetiletí nechtěla ani česká šlechta, ani panovník Rožmberkům jejich titul a výsady z něj vyplývající uznat. Oficiálně bylo vladařství Rožmberkům zemským sněmem schváleno až roku 1493, za slabé vlády Vladislava Jagellonského, kdy došlo k zapsání do zemských desk. Držitel titulu vladař domu rožmberského od té doby požíval v rámci Českého království přednostního postavení před všemi šlechtickými rody a například během zasedání zemského soudu měl výsadní právo sedět na nejčestnějším místě, tedy po pravici českého krále.
Od roku 1418 byla s výjimkou let 1545–1551, kdy za nezletilého Viléma z Rožmberka dominium spravovali poručníci, řada rožmberských vladařů nepřerušena až do vymření rodu v roce 1611. Až do roku 1608 byl tento rod jediným, kdo směl užívat titulu vladařů.

## Držitelé titulu

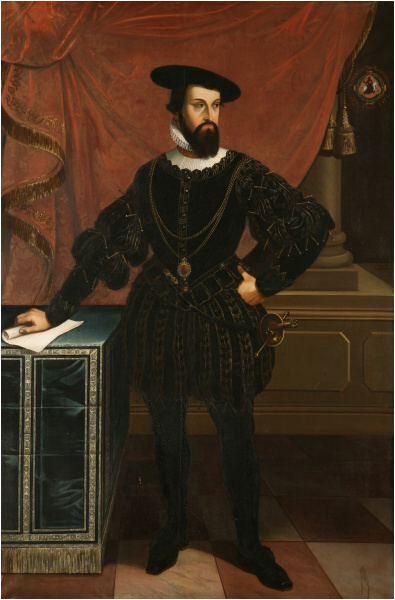
Oldřich II. byl prvním, kdo si přivlastnil titul rožmberského „vladaře“

Vzhledem k tomu, že vladařství se přednostně dědilo dle principu primogenitury, byly všechny 4 generace vladařů po Oldřichovi potomky v jeho rodové linii.
1. 1418–1451 – Oldřich II. z Rožmberka (13. ledna 1403 – 28. dubna 1462)
2. 1451–1457 – Jindřich IV. z Rožmberka († 25. ledna 1457)
3. 1457–1472 – Jan II. z Rožmberka († 8. listopadu 1472)
4. 1472–1475 – Jindřich V. z Rožmberka (25. června 1456 – 21. května 1489)
5. 1475–1493 – Vok II. z Rožmberka (18. července – 1. září 1505)
6. 1493–1523 – Petr IV. z Rožmberka († 8. listopadu 1523)
7. 1523–1526 – Jindřich VII. z Rožmberka (15. ledna 1496 – 18. srpna 1526)
8. 1526–1532 – Jan III. z Rožmberka (24. listopadu 1484 – 29. února 1532)
9. 1532–1539 – Jošt III. z Rožmberka (30. června 1488 – 15. října 1539)
10. 1539–1545 – Petr V. z Rožmberka (17. prosince 1489 – 6. listopadu 1545)
11. 1551–1592 – Vilém z Rožmberka (10. března 1535 – 31. srpna 1592)
12. 1592–1611 – Petr Vok z Rožmberka (1. října 1539 – 6. listopadu 1611)